# Eualus butleri
Eualus butleri är en kräftdjursart som beskrevs av Jensen 2004. Eualus butleri ingår i släktet Eualus och familjen Hippolytidae. Inga underarter finns listade i Catalogue of Life.